# Sydenham Lake
Sydenham Lake är en sjö i Kanada.   Den ligger i countyt Frontenac County och provinsen Ontario, i den sydöstra delen av landet, 130 km sydväst om huvudstaden Ottawa. Sydenham Lake ligger 130 meter över havet. Arean är 7,4 kvadratkilometer. Den sträcker sig 5,0 kilometer i nord-sydlig riktning, och 5,6 kilometer i öst-västlig riktning.
Omgivningarna runt Sydenham Lake är en mosaik av jordbruksmark och naturlig växtlighet. Runt Sydenham Lake är det ganska tätbefolkat, med 75 invånare per kvadratkilometer.